# Elias Audi
Elias Audi, ou Élias Aoudé en translittération française  (en arabe : إلياس عودة), est le métropolite de l'archidiocèse grec-orthodoxe de Beyrouth. Il est né en 1941 à Anfeh.
Il fait restaurer la cathédrale grecque-orthodoxe Saint-Georges de Beyrouth, ravagée par la guerre de 1975-1990. Elle rouvre ses portes en 2003. Il fait reconstruire aussi d'autres églises ravagées par la guerre.